# Speyeria gerhardi
Speyeria gerhardi är en fjärilsart som beskrevs av Gunder 1927. Speyeria gerhardi ingår i släktet Speyeria och familjen praktfjärilar. Inga underarter finns listade i Catalogue of Life.